# Cantone di Sarras
Il Cantone di Sarras è una divisione amministrativa dell'arrondissement di Tournon-sur-Rhône.
È stato costituito a seguito della riforma approvata con decreto del 13 febbraio 2014, che ha avuto attuazione dopo le elezioni dipartimentali del 2015.

## Composizione
Comprende i 19 comuni di:
- Andance
- Arras-sur-Rhône
- Bogy
- Brossainc
- Champagne
- Charnas
- Colombier-le-Cardinal
- Eclassan
- Félines
- Limony
- Ozon
- Peaugres
- Peyraud
- Saint-Désirat
- Saint-Étienne-de-Valoux
- Saint-Jacques-d'Atticieux
- Sarras
- Serrières
- Vinzieux